# Vallorbe
Vallorbe is een plaats en gemeente in het Zwitserse kanton Vaud en maakt deel uit van het district Jura-Nord vaudois.
Vallorbe telt 3147 inwoners.

## Geschiedenis
De gemeente maakte deel uit van het district Orbe tot dit in 2008 werd opgeheven.